# Herbrandston
Herbrandston est une communauté du pays de Galles située dans le comté du Pembrokeshire. 1 523 personnes y vivaient en 2001.

## Géographie
Herbrandston se situe dans le comté du Pembrokeshire sur la rive nord de la rivière Cleddau et à l'ouest de la ville de Milford Haven dont elle est limitrophe.

## Histoire
Herbrandston est parfois surnommée le « Village de la reconnaissance » (Thankful Village), car c'est le seul village du pays de Galles dont aucun soldat n'a péri ni lors de la Première ni de la Seconde Guerre mondiale. Seules 14 communes du Royaume-Uni sont dans ce cas, Herbrandston étant la seule au pays de Galles.
Le village doit son développement à l'implantation au sud du village, dans les années 1960, d'une raffinerie Esso qui a contribué à l'augmentation du nombre des habitants, qui n'étaient alors qu'au nombre de 200.

## Population et société
15 % des habitants de Herbrandston parlent le gallois.

## Culture et patrimoine
Bien que Herbrandston soit réputée pour n'avoir eu aucun mort dans le nombre de ses enfants envoyés au front lors des deux guerres mondiales, on trouve dans le cimetière du village la tombe d'un soldat mais son histoire est indépendante de toute raison militaire. Il s'agit d'un soldat assassiné dans le village par un autre soldat au cours d'un querelle d'ivrognes. Lors d'un procès de l'assassin présumé, celui-ci fut relaxé et le crime devint dès lors officiellement non résolu. C'est en raison de l'acquittement du suspect que des habitants du village affirment aujourd'hui que, à certaines périodes de l'année, la forme d'une main armée d'un poignard apparaît sur le marbre de la tombe du soldat tué.